# Tomáš Bábek
Tomáš Bábek (* 4. června 1987 Brno) je český profesionální dráhový cyklista, dvojnásobný vítěz ankety Král cyklistiky, dvojnásobný mistr Evropy, vítěz Evropských her, vicemistr světa, mnohonásobný vítěz světových a evropských pohárů, třicetisedminásobný mistr ČR, bývalý profesionální závodník japonské keirinové ligy, dvojnásobný olympionik a společně s Robinem Wagnerem zakladatel Akademie dráhové cyklistiky z.s.

## Sportovní úspěchy
2007
- Mistrovství Česka v dráhové cyklistice (1 km time trial), Brno (CZE)

2008
- Mistrovství Česka v dráhové cyklistice (1 km time trial), Brno (CZE)
- Mistrovství Česka v dráhové cyklistice (týmový sprint s Adamem Ptáčníkem a Denisem Špičkou), Brno (CZE)
- Mistrovství Evropy v dráhové cyklistice (1 km time trial), Pruszków (POL)
- 11. olympijské hry (týmový sprint s Adamem Ptáčníkem a Denisem Špičkou), Peking (CHN)

2010
- 12. mistrovství světa (týmový sprint), Kodaň (DEN)
- 32. mistrovství světa (sprint), Kodaň (DEN)

2012
- Mistrovství Česka v dráhové cyklistice (1 km time trial), Brno (CZE)

2013
- Mistrovství Česka v dráhové cyklistice (keirin), Brno (CZE)

2016
- Velká cena Framaru, vítěz